# Geboorte van een idee
Geboorte van een idee is een sciencefictionverhaal geschreven door de Amerikaan Isaac Asimov in 1976. Asimov schreef het verhaal ter viering van het vijftigjarig bestaan van het blad Amazing Stories. Het verhaal verscheen in dat blad in juni 1976. Later werd het opgenomen in Asimovs verhalenbundels The bicentennial man and other stories (Ned: Vreemdeling in het paradijs). Thema is tijdreizen.

## Het verhaal
Wetenschapper Simeon Weill wil in 1976 een tijdreis ondernemen. Dat is nog link, tijdreizen is wel mogelijk, alleen kan men daarbij nog niet aangeven naar welk tijdstip men wil. Bij toeval belandt Weill in New York, 1926. Hij zoekt zijn  idool Hugo Gernsback op, schrijver van wetenschappelijke roman, die hij scientifiction noemt. Zij raken op een bank in een park in gesprek waarbij Gernsback zijn ideeën voor de toekomst geeft en Weills geheugen zich steeds meer aanpast aan de tijd. Weill geeft daarbij wel alvast wat onderwerpen als handreiking. Beiden vinden scientifiction niet echt een pakkend woord. Als het begrip tijdreizen ter sprake komt, vindt Weill dat “an amazing story”. Weill wordt vervolgens weer naar zijn eigen tijd gezet. Gernsback is verbaasd over zijn plotseling vertrokken gast en in zijn hoofd komt begeleid door een glimlach Amazing Stories op.